# ...e la donna creò l'uomo
...e la donna creò l'uomo è un film italo-tedesco del 1964, diretto da Camillo Mastrocinque e di genere commedia sexy-sentimentale. A ben guardare, lo si direbbe parzialmente ispirato (ma in versione moderna) al coevo Tom Jones di Tony Richardson, ma con varie similitudini che lo accostano anche a pellicole quali Come imparai ad amare le donne di Luciano Salce e Il morbidone di Massimo Franciosa.

## Trama
Il film racconta le vicissitudini di un giovane tedesco, Rick, che giunge a Roma in vacanza e non tarda a conquistare cuori femminili. Quando il gioco comincia a diventare pericoloso per via di un eventuale matrimonio, il giovane se ne torna in patria.

## Distribuzione
- Iscritto al Pubblico registro cinematografico con il n. 3 166, ottenne il visto censura n. 43 277 del 20 ottobre 1964. Ma in Italia rimase inedito nelle città principali e venne distribuito in sale di provincia ben tre anni dopo la sua realizzazione, nel 1967.
- Il doppiaggio fu eseguito presso la NIS Film con la collaborazione della S.A.S.
- La canzone Ora mi chiedo era cantata dal gruppo I Metafisici.
- In Germania fu distribuito con il titolo Volles Herz und leere Taschen. Risulta essere uscito anche in Francia, col titolo Un coeur plein et les poches vides.